# 조한백
조한백(趙漢栢, 1908년 2월 28일 ~ 1997년 3월 18일, 김제 출생)은 대한민국의 국회의원이다. 호는 월촌(月村)이다. 초대, 제4대, 제5대, 제7대 국회의원을 역임하였다.

## 약력
- 전북사범학교 졸업
- 대동신문 전북지사장
- 유한회사 대동연와상사 부사장
- 1948년 5월 10일 : 제헌 국회의원(전북 김제갑)
- 체신부장관
- 국제친선문화협회 회장
- 민정당 사무총장
- 신한당 전당대회 의장
- 신민당 운영위원회 부의장
- 신민당 부총재

## 역대 선거 결과
|  | 32.60% |

|  | 13.17% |

|  | 16.60% |

|  | 50.41% |

|  | 59.64% |

|  | 28.54% |

|  | 37.09% |

## 참고 자료
- 《대한민국 의정총람》, 국회의원총람발간위원회, 1994년
- 조한백 - 대한민국헌정회

| 전임 이상철 | 제12대 체신부 장관 1960년 9월 14일 ~ 1961년 1월 29일 | 후임 한통숙 |